# Хоканссон, Густаф
Нильс Густаф Хоканссон (15 октября 1885 г., Хельсингборг — 9 июня 1987 г., Экерё, Стокгольм), известный также как «Стальной дед», швед. Stålfarfar) — внеконкурсный участник гонки Sverigeloppet с севера на юг Швеции в июле 1951 года в возрасте 66 лет, проехавший её быстрее всех участников (возраст которых, по правилам гонки, не мог превышать 40 лет).

## Жизнь
Хоканссон жил в районе Гантофта в Хельсингборге, где работал водителем автобуса, а его жена Мария владела кафе. В 1927 году в возрасте 42 лет он покорил на велосипеде северные шведские горы.

## «Шведская велогонка»
В 1951 году, в возрасте 66 лет, Хоканссон добровольно присоединился к 1764-километровому велосипедному туру «Шведская велогонка» (швед. Sverigeloppet) из Хапаранды в Истад. Из-за его преклонного возраста организаторы отказали ему в участии, так как максимальный возраст участников гонки по правилам был 40 лет. Несмотря на это, он стартовал из Хапаранды, формально не среди участников, а через минуту после отъезда последнего из них, в майке с самодельным номером «0».
Тур проходил поэтапно, и пока участники спали, Хоканссон мог крутить педали без сна до трёх дней. Во время конкурса его окрестили «Стольфарфар» (дословно — «стальной дед»). У него была длинная распущенная белая борода, из-за которой он выглядел ещё старше, и организаторы боялись, что люди будут смеяться над участниками гонки. Многие газеты освещали его историю, и читатели всей страны следили за его путешествием.
В Сёдерхамне полиция задержала его на несколько часов и попросила его пройти медицинский осмотр, который показал, что Хоканссон находился в добром здравии. Через 6 дней, 14 часов и 20 минут он прибыл в Истад — на 24 часа раньше остальных участников. Окончание гонки было отмечено парадом с оркестром, во время которого Хоканссона несли на своих плечах молодые люди. На следующий день он удостоился аудиенции у короля Густава VI Адольфа.

## Слава
Прозвище «Стальной дед», швед. Stålfarfar является парафразой имени «стальной человек» (швед. Stålmannen) — так в шведском переводе именуется герой комиксов и фильмов Супермен.
Впоследствии Хоканссону платили за появление в рекламе, и он долгое время гастролировал по национальным паркам страны и домам престарелых со своими религиозными песнями. Он сделал запись в Лисеберге и стал известен как старейший записывающийся исполнитель в мире своего времени.
В 1959 году Хоканссон поехал на велосипеде в Иерусалим, чтобы посетить святые места. Его последние поездки на велосипеде состоялись уже после того, как он достиг возраста 100 лет.

## Смерть

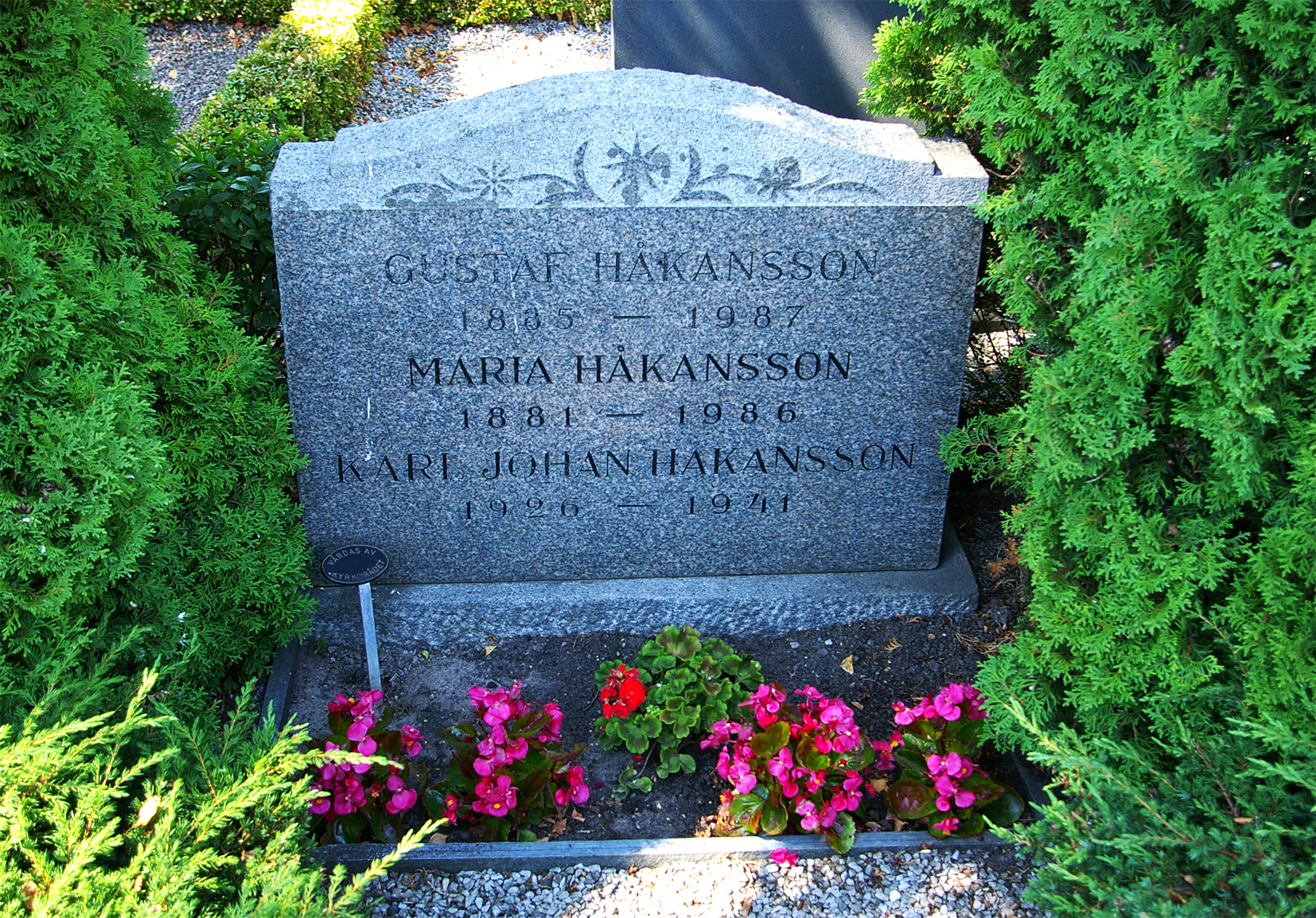
Могила Густава и Марии Хоканссон

На момент смерти ему было почти 102 года, а его жене Марии, которая умерла за год до Хаканссона, почти 105. Супруги похоронены на кладбище Квистофта вместе с умершим раньше их сыном.
В музее Johannamuseet в Скурупе, провинция Сконе, есть постоянная выставка, посвященная «Стальному деду».